# アイの実
「アイの実」は、日本の女性シンガーソングライター、MINMIの4thシングルである。2004年3月31日にビクターエンタテインメントより発売された。

## 概要
表題曲はオーソドックスなミディアム・レゲエ。カップリング曲の「四季ノ唄」はマングローブ原作・制作のCX系アニメ『サムライチャンプルー』のエンディングテーマ。作詞・作曲はともにMINMI。いずれも2004年6月30日に発売されたセカンドアルバム『imagine』（イマジン）に初収録されたのち、2008年6月4日発売のベスト・アルバム『MINMI BEST 2002-2008』に収録された。

## 楽曲解説

### 「アイの実」
編曲はレゲエ発祥の地ジャマイカのファイアーハウス。MINMIがシングルでミディアムテンポの曲を歌うのはこれが初めてであり、金管楽器のサウンドが伸びやかに歌うMINMIの歌声を引き立てている。また後半部分では子供たちによるコーラスが入っている。
MINMIはコンプレックスを持つ鳥が、大切な人から大きな愛で見守られていたことに気づき、もらった愛を世界中に届けてつないでいく、という物語を歌っている。MINMIは19歳のときに初めてジャマイカに行って、ボブ・マーリーを知り、レゲエのすべてのアーティストを尊敬するようになったという。インタヴューの中で、MINMIはジャマイカのサウンドが作り出す温かさと深みのある世界を届けたかったと話しており、メッセージがより伝わるように、温かい音とシンプルな歌詞を心掛けたという。
音楽評論家の平賀哲雄は「非常にハッピーでピースフルな曲」であり、ボブ・マーリーの「One Love」に通じるものがあると評している。

### 「四季ノ唄」
「四季ノ唄」は、音楽プロデューサー、Nujabesとのコラボによって生まれた和のテイストが強い楽曲。『サムライチャンプルー』で監督を務めた渡辺信一郎は音楽への関心が高く、当時まだそれほど知られていなかったジャズの要素を取り入れたヒップホップ、特にNujabesとFat Jonに注目していたという。そこで渡辺がNujabesにオファーを出すと、Nujabesはそれを快く引き受け、主題歌の制作を申し出た。そこでオープニング曲ではShing02を、エンディング曲ではMINMIをフィーチャーした楽曲が制作されることになった。
MINMIはこの曲で、夢に見るほど会いたいと思う人がもう帰ってこないことに気づき、いつの日か再会できることを願って旅する少女を、日本の四季折々の情景とともに歌っている。MINMIは制作の際にアニメの脚本を参考にしている。またインタヴューで『サムライチャンプルー』が江戸時代を舞台とする作品であるため、着物を着た町娘が踊る姿を思い描きながら制作したと話している。
楽曲は『サムライチャンプルー』およびNujabesが世界中で高く評価されるとともに広く知られるようになり、海外のDJやトラックメイカーが楽曲をサンプリングするなど世界的な広がりを見せた。

#### Shiki No Uta
『サムライチャンプルー』の放送開始から15周年を迎えた2019年6月、MINMIは「四季ノ唄」がきっかけとなり、ワシントンD.C.で毎年開催されている北米最大級のポップカルチャーイベント「OTAKON」への出演が決定したことを伝えた。これは26回目となる「OTAKON 2019」において、2010年に急逝したNujabesのトリビュートコンサートが企画され、音楽面で深く関わった『サムライチャンプルー』が取り上げられたことによる。MINMIは海外のインタヴューでOTAKONへの出演を決めた理由を聞かれ、「サムライチャンプルーの人気を再確認したかった」、そして「トリビュートコンサートのステージでNujabesに敬意を表したかった」と答えている。
OTAKONへの出演が決まると、MINMIは新たに「四季ノ唄」の英語バージョン「Shiki No Uta」と日本語リミックスバージョン（セルフカバー）をロサンゼルスでレコーディングし、7月19日に海外レーベル「Domo Records」から、MINMI初のアメリカからの世界配信シングルとしてリリースした。さらにその翌日、宮崎県で開催されたMINMI主催の音楽フェスティバル「FREEDOM aozora 2019」、続いて7月26日から始まった「OTAKON 2019」でリリースしたばかりの楽曲を熱唱した。
8月21日にはYouTubeで「shiki no uta」のミュージックビデオが公開された。

#### カバー
- Somatrope『Anime House Project～おしゃれ Selection Vol.1～』（2009年）[17]

## 収録曲
| 全作詞・作曲: MINMI。 |                                                            |           |            |                   |      |
| #                     | タイトル                                                   | 作詞      | 作曲・編曲 | 編曲              | 時間 |
| 1.                    | 「アイの実」                                               | MINMI     | MINMI      | MINMI & FIREHOUSE | 6:49 |
| 2.                    | 「四季ノ唄」(テレビアニメ『サムライチャンプルー』EDテーマ) | MINMI     | MINMI      | NujabesShingo.S   | 5:00 |
| 3.                    | 「アイの実」(Dub Mix)                                      | MINMI     | MINMI      |                   | 6:49 |
| 4.                    | 「アイの実」(karaoke)                                      | MINMI     | MINMI      |                   | 6:50 |
| 合計時間:             | 合計時間:                                                  | 合計時間: | 25:28      |                   |      |

## 収録アルバム
| 曲名     | アルバム                               | 発売日        | 備考                       |
| -------- | -------------------------------------- | ------------- | -------------------------- |
| アイの実 | 『imagine』                            | 2004年3月31日 | オリジナルアルバム         |
| アイの実 | 『MINMI BEST 2002-2008』               | 2008年6月4日  | ベスト・アルバム           |
| アイの実 | 『SUMMER COLLECTION WITH MUSIC CLIPS』 | 2009年8月19日 | コンピレーション・アルバム |
| アイの実 | 『ORIGIN』                             | 2014年9月27日 | ベスト・アルバム           |
| アイの実 | 『ALL TIME BEST : EVE』                | 2017年3月3日  | ベスト・アルバム           |
| 四季ノ唄 | 『imagine』                            | 2004年3月31日 | オリジナルアルバム         |
| 四季ノ唄 | 『MINMI BEST 2002-2008』               | 2008年6月4日  | ベスト・アルバム           |
| 四季ノ唄 | 『ALL TIME BEST : ADAM』               | 2017年3月3日  | ベスト・アルバム           |